# كلية علوم التأهيل (الجامعة الأردنية)
كلية علوم التأهيل في الجامعة الأردنية هي كلية صحية تابعة للجامعة الأردنية في عمّان، الأردن. تأسست الكلية عام 1999، وتضم الكلية أربعة أقسام، وهم: قسم العلاج الطبيعي، وقسم العلاج الوظيفي، وقسم الأطراف الاصطناعية والأجهزة المساعدة، وقسم علم السمع والنطق.

## عمداء الكلية
هذه قائمة بعمداء الكلية منذ عام تأسيسها.
| # | اسم العميد      | سنة استلام المنصب | سنة الانتهاء من المنصب |
| - | --------------- | ----------------- | ---------------------- |
| 1 | أكرم شناق       | 1999              | 2003                   |
| 2 | يوسف سرحان      | 2002              | 2006                   |
| 3 | بسام عماري      | 2007              | 2010                   |
| 4 | زياد حوامدة     | 2010              | 2013                   |
| 5 | رلى درويش       | 2013              | 2014                   |
| 6 | فريهان البرغوثي | 2014              | 2015                   |
| 7 | زياد حوامدة     | 2015              | 2016                   |
| 8 | نهاد المصري     | 2016              | 2018                   |
| 9 | زياد حوامدة     | 2018              | لغاية الآن             |